# Оглядини (фільм)
Оглядини — радянський художній фільм 1979 року, знятий на Кіностудії ім. О. Довженка.

## Сюжет
Комедія, в основі якої часом смішні, а часом сумні пригоди єфрейтора Ляліна. Для поїздки в село Журавка у єфрейтора було дві причини. Перша — особиста: він вирішив розшукати дівчину, яка йому дуже сподобалася. А друга — це бажання привезти дівчат на будівництво красивого міста Синєгірря, куди після демобілізації в повному складі виїхав взвод єфрейтора Ляліна, переконаного, що місто починається з сім'ї.

## У ролях
- Олександр Ігнатуша — Володимир Іванович Лялін, демобілізований десантник
- Ольга Чіповська — Галина Дорош, трактористка
- Євген Герасимов — Павло Бусенко, наречений Галини, комсомольський вожак
- Володимир Кашпур — Трохим Федорович Вакула, бригадир
- Людмила Лісова — Олена Очерет
- Зінаїда Дехтярьова — Варвара Петрівна Дорош, мама Галини
- Марія Оссовська — Світлана Грунько
- Ольга Омельченко — Валя Вакула, дочка Трохима Федоровича
- Богдан Бенюк — Едик Грунько, чоловік Світлани, любитель полювання
- Віталій Семенцов — Гнат
- Ігор Черницький — Хома, приятель Гната
- Юрій Шкляр — Славік, приятель Гната
- Леонід Бакштаєв — Зарічний, голова колгоспу «Зоря»
- Володимир Бродський — полковник, командир частини
- Раїса Пироженко — дружина Вакули
- Василь Хорошко — Рябоконь
- Борис Болдиревський — сторож

## Знімальна група
- Режисер — Віктор Іванов
- Сценаристи — Віктор Богатирьов, Григорій Гуков
- Оператор — Михайло Іванов
- Композитор — Платон Майборода
- Художник — Олексій Бобровников